# Jakub ze Sarugu
Jakub ze Sarugu (také Jakob ze Serughu apod. nebo Jakub z Batnae, latinizovaně Jacob Sarugensis; kolem 451 Kurtamu - 29. listopadu 521 Batnae, dnes Suruç) byl syrský biskup a jeden z nejvýznamnějších kazatelů a básníků-teologů syrského křesťanství. Je mnoha církvemi uctíván jako světec a obrazně označován jako Flétna Ducha svatého nebo Harfa církve.

## Život
O životě tohoto biskupa je známo jen málo. Jakub se narodil kolem roku 451 v Kurtamu na Eufratu (pravděpodobně v Horní Mezopotámii). Jeho otec byl prý kněz a jeho matka trpěla neplodností až do jeho početí. Jakub o sobě napsal, že studoval na perské škole v Edesse, kde byl kolem roku 470. Po letech studií žil jako asketa, ale přesto byl jmenován vizitátorem pro oblast Haura. V roce 519 byl vysvěcen na biskupa v Batnae (dnešní Suruç v Anatolii). Zemřel 29. listopadu 521 ve věku 68 let, biskupem tedy byl dva a půl roku.

## Dílo
Jakub ze Sarugu se proslavil především svými kázáními ve formě básní (žánr zvaný memre, v tehdejší syrské církvi běžný). Zabývá se v nich Starým a Novým zákonem, apokryfní literaturou, apoštoly, světci, církevními svátky a svátostmi. Navíc psal veršované písně, hymny, dopisy a homilie v próze. Něco ze spisů jemu připisovaných určitě nepochází od něj, rozsah pravých spisů je sporný. Ve svých dopisech o biblické exegezi obhajoval umírněnou alegorii. V konfrontaci s judaismem hájil Ježíšovo mesiánství.
Z christologického hlediska stál Jakub mezi alexandrijskou teologií a učením chalcedonského koncilu. Sice odmítal nauku o dvou Kristových přirozenostech, která převládala v Edesse, na toto téma však nepolemizoval. V jeho homiliích zůstal vliv monofyzitismu tak malý, že si jej později mohlo přivlastnit i pravoslaví. Těch několik homilií, které tomu odporovaly, bylo považováno za nepravé.
Formule dvou přirozeností v jedné hypostasi s sebou přinášela velké problémy, protože řecké termíny nemohly být adekvátně přeloženy do syrštiny. V syrštině mají pojmy přirozenost (kyana) a hypostase (qnoma) podobný význam. Proto lze rozumně mluvit pouze o jedné přirozenosti a jedné hypostasi nebo o dvou přirozenosti a dvou hypostasích. Jaký přesně Jakub v tomto sporu zastával postoj, je sporné. Biskupem se stal v roce 518, přesně v roce, kdy se císař Justinus I. snažil o kompromis s Římem a zastánci chalcedonského koncilu. To se často vykládalo tak, že Jakub musel být zastáncem koncilu. Dopisy, ve kterých obhajoval nechalcedonskou christologii, byly poté prohlášeny za nepravé. Na druhé straně byla církevní a politická situace tak zmatená, že nelze vyvozovat závěry o jeho teologii pouze z jeho jmenování biskupem. V - pravděpodobně pravých - dopisech Mar Bassovi z roku 512 Jakub vykládá christologii, která má miafyzitský charakter. Dvě přirozenosti by znamenaly rozdělení Krista. Člověk by neměl počítat přirozenosti a řadit je vedle sebe. Pro Jakuba vedly dvě přirozenosti ke dvěma hypostasím, protože syrské termíny pro přirozenost a pro hypostasi považoval za synonyma. Vycházel z miafyzitské formulace Cyrila Alexandrijského. Ale nebyl radikálním monofyzitou. Tvrdil, že Kristus je plný Bůh a úplný člověk. Nikajská a konstantinopolská vyznání považoval za dostatečná a Chalcedon odmítl jako zbytečný dodatek. Přijal Henotikon, kompromisní formuli císaře Zenona. Na druhou stranu Jakub zaujal jasné stanovisko proti Nestoriovi. V tradici Efréma Syrského chválil nevyzpytatelnost Boha a kritizoval učence, kteří chtěli zkoumat povahu Boha a pouze se štěpí mezi různé doktríny. Věřící může mluvit o Bohu pouze v obrazech, jeho pravá přirozenost zůstává pro stvoření nepochopitelná.